# Johann Peter Hebel

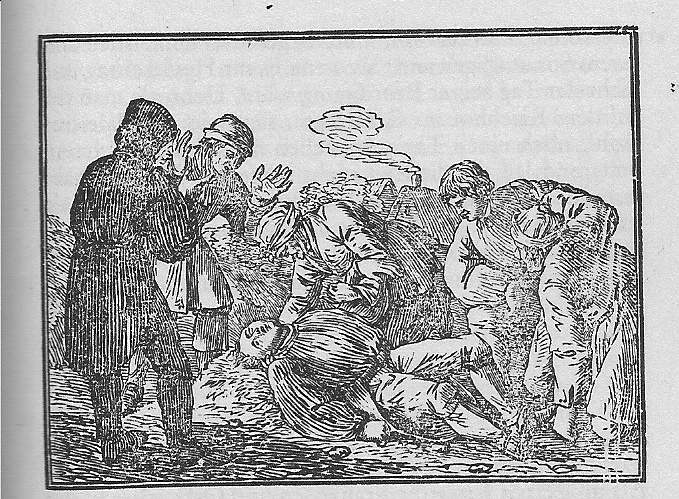
Originalillustrationen till Unverhofftes Wiedersehen (Oförhappat återseende), en berömd historia inspirerad av Fet-Mats i novellsamlingen Schatzkästlein.

Johann Peter Hebel, född 10 maj 1760 i Basel, död 22 september 1826 i Schwetzingen, var en tysk författare.
Hebel studerade i Lörrach och Karlsruhe samt sedan 1778 vid universitetet i Erlangen. Han blev 1783 lärare vid gymnasiet i Lörrach och 1791 vid gymnasiet i Karlsruhe. År 1798 utnämndes Hebel till extra ordinarie professor, 1805 till kyrkoråd, 1819 till prelat och 1821 till teologie doktor.
Hebel var en skald av oemotståndligt älskvärd naivitet, kraftig humor och djup innerlighet. Hans i en schwabisk dialekt skrivna dikter Allemannische Gedichte (1803; många upplagor) innehåller ypperliga naturskildringar och idylliska sedemålningar ur allmogelivet. De har en varm, sydtysk gemytlighet, vinlandets glada humör, speglar folkets åskådningssätt och föreställningar. Den följande tyska dialektdiktningen har till stor del gått i skola hos Hebel.
Bland hans övriga arbeten bör nämnas folkskrifterna Der rheinländische Hausfreund, oder neuer Kalender etc. (1808-11, 1814--15 och 1819; 3:e upplagan 1827) och Schatzkästlein des rheinischen Hausfreundes (1811), vilka är mönster av folklig framställning och sund didaktik. Hans Sämtliche Werke utkom i 8 band 1832-34 (ny upplaga 1873) och, utgivna av Wendt, i 2 band i 6:e upplagan 1894. I Karlsruhe (1835) och Basel (1899) har rests minnesmärken över Hebel. Hebels brev utgavs 1883 av Behaghel.

## Fotnoter
1. 1 2 3  Краткая литературная энциклопедия, Stora ryska encyklopedin, 1962, läs online.[källa från Wikidata]
2. 1 2  SNAC, SNAC Ark-ID: w64484ws, läs online, läst: 9 oktober 2017.[källa från Wikidata]
3. 1 2  International Music Score Library Project, IMSLP-ID: Category:Hebel,_Johann_Peter, läst: 9 oktober 2017.[källa från Wikidata]
4. ↑  Aleksandr M. Prochorov (red.), ”Хебель Иоганн Петер”, Большая советская энциклопедия : [в 30 т.], tredje utgåvan, Stora ryska encyklopedin, 1969, läst: 28 september 2015.[källa från Wikidata]
5. ↑  Tjeckiska nationalbibliotekets databas, NKC-ID: kup19950000036962, läst: 15 december 2022.[källa från Wikidata]
6. ↑  Charles Dudley Warner (red.), Library of the World's Best Literature, 1897, läs online.[källa från Wikidata]
7. ↑  Tjeckiska nationalbibliotekets databas, NKC-ID: kup19950000036962, läst: 9 mars 2023.[källa från Wikidata]